# 千孔表孔珊瑚
千孔表孔珊瑚（学名：Montipora millepora）为軸孔珊瑚科表孔珊瑚屬下的一个种。